# Даниловський ставок
Даниловський ставок (крим. Danılov avit), раніше ставок Бор-Чокрак (крим. Bor Çoqraq avit) — став біля джерела Бор-Чокрак, виток річки Слов'янка, притоки Салгиру. Знаходиться в місцевості Бор-Чокрак (Заводське) міста Сімферополь.

## Опис
Розташований на перехресті вул. Данилова і Севастопольской. Саме тут бере початок ріка Слов'янка, що протікає по території Сімферополя.
Джерелом води служить джерело вище села Ягмурча (Фонтани), від якого воді протікає по трубі й виходить на поверхню тільки в районі вулиці Данилова в Сімферополі. На місці виходу вод на поверхню й розташований став.
Причому місцеві жителі настільки впевнені в чистоті води, що приходять до труби за водою або просто п'ють із неї.
Також мешканці скаржаться, що став перетворили на безоплатну автомобільну мийку, майстерню та звалище.

## Історія
Німецький вчений і мандрівник Петер Паллас згадує водопровід з джерела, що існував з Ханських часів, проведений підземними трубами, і називає річку маленьким болотистим струмком.
Водопровід був зруйнований росіянами й відновлений в 1795 році.
У 1980-х роках тут плавали лебеді, а територія навколо ставу була улюбленим місцем відпочинку містян.
На початку 2020 року окупаційна влада заявляла про необхідність розчистити Даниловський ставок. Повідомлялося про суму 38 мільйонів рублів на ці цілі. Були озвучені нові терміни завершення робіт — початок 2022 року, але роботи так й не розпочалися.

## Зображення

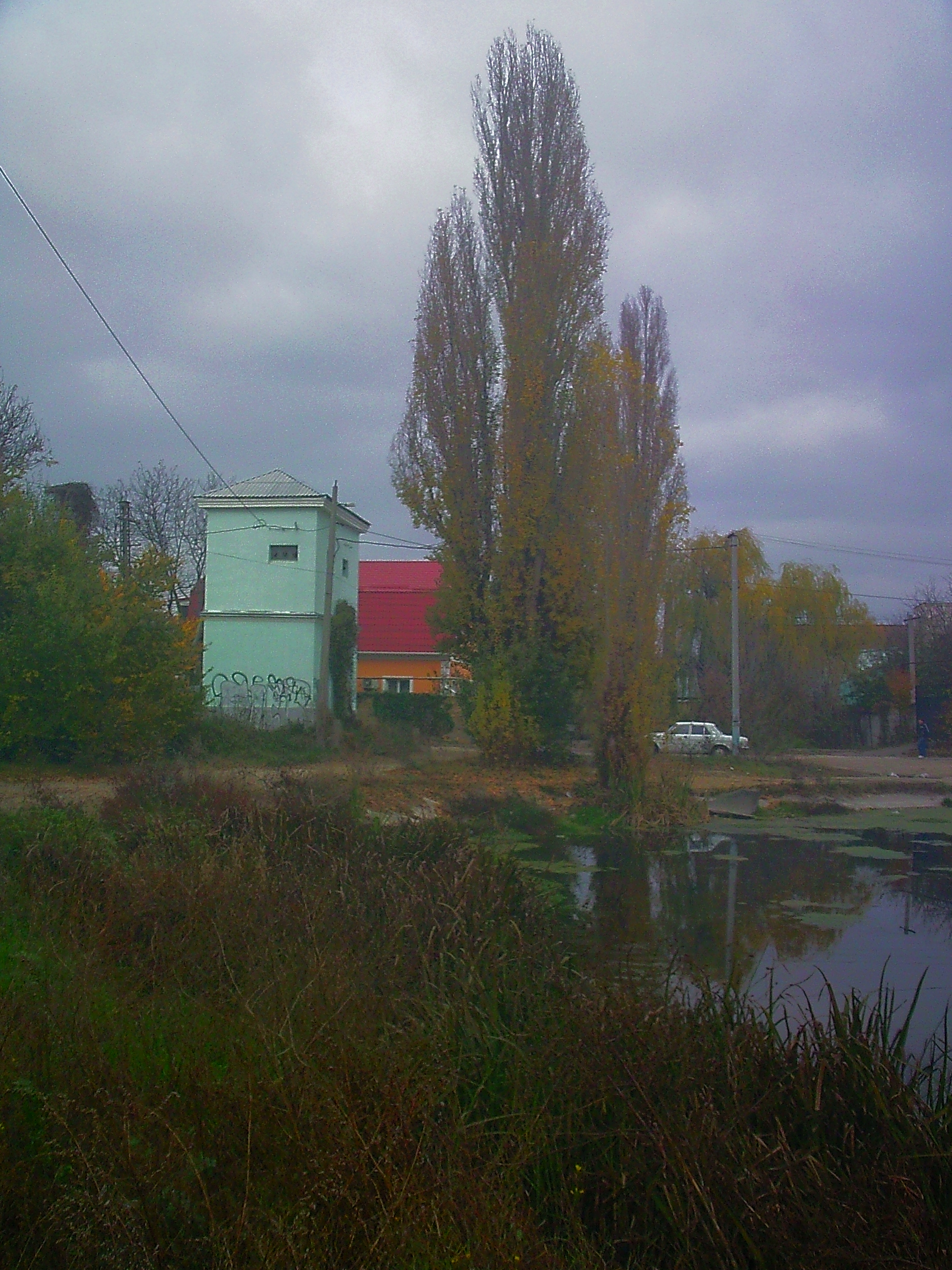
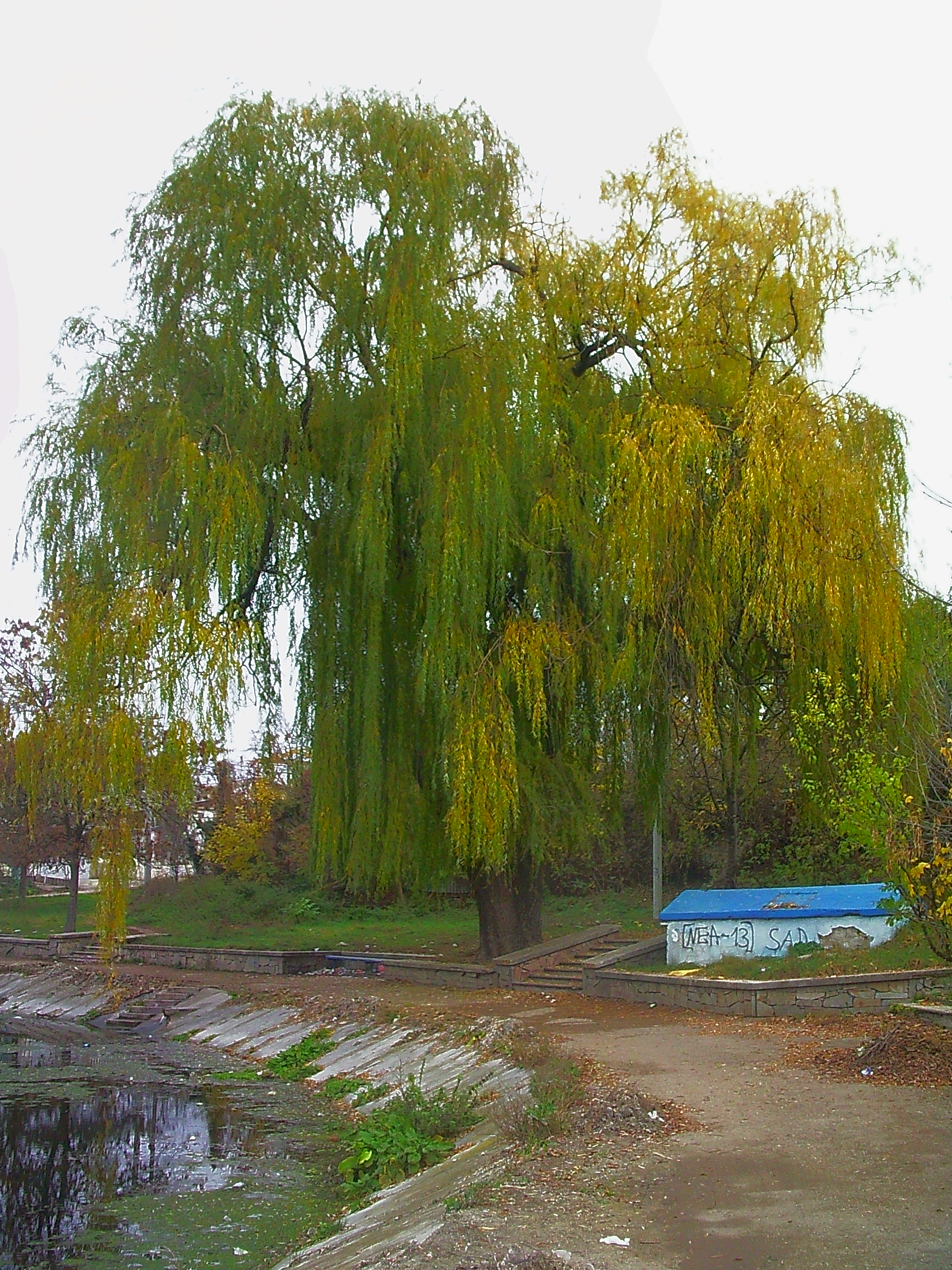
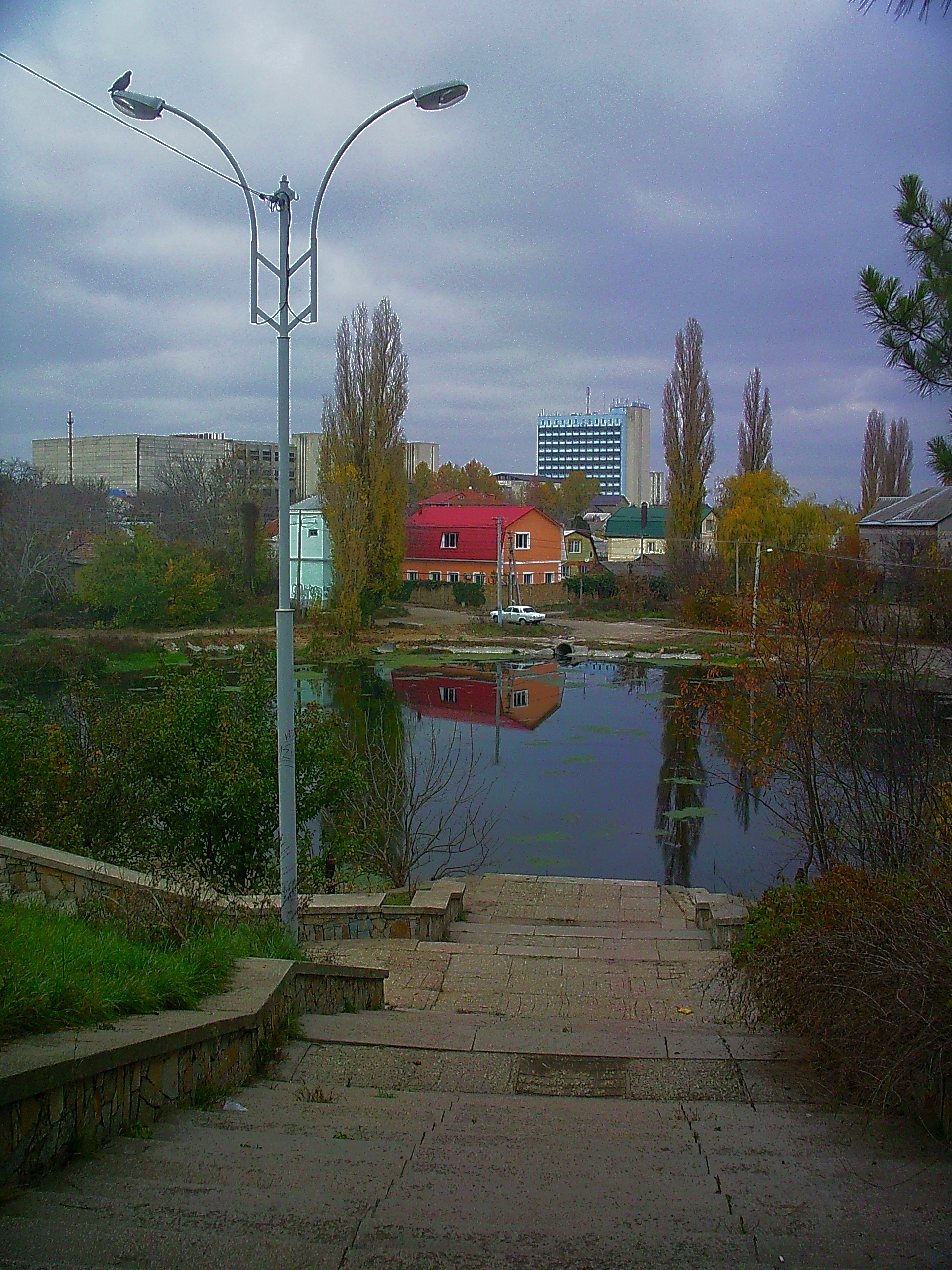
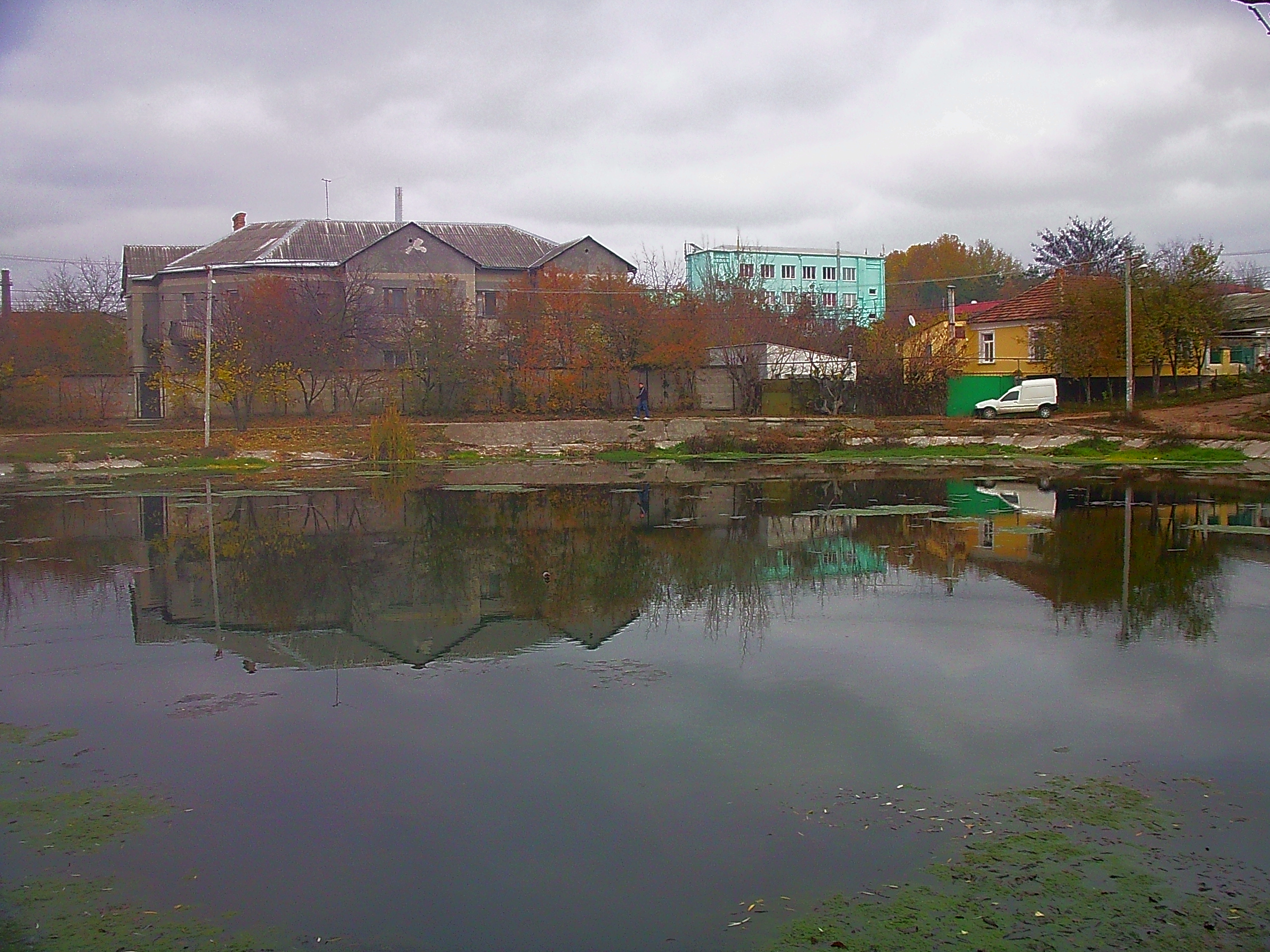
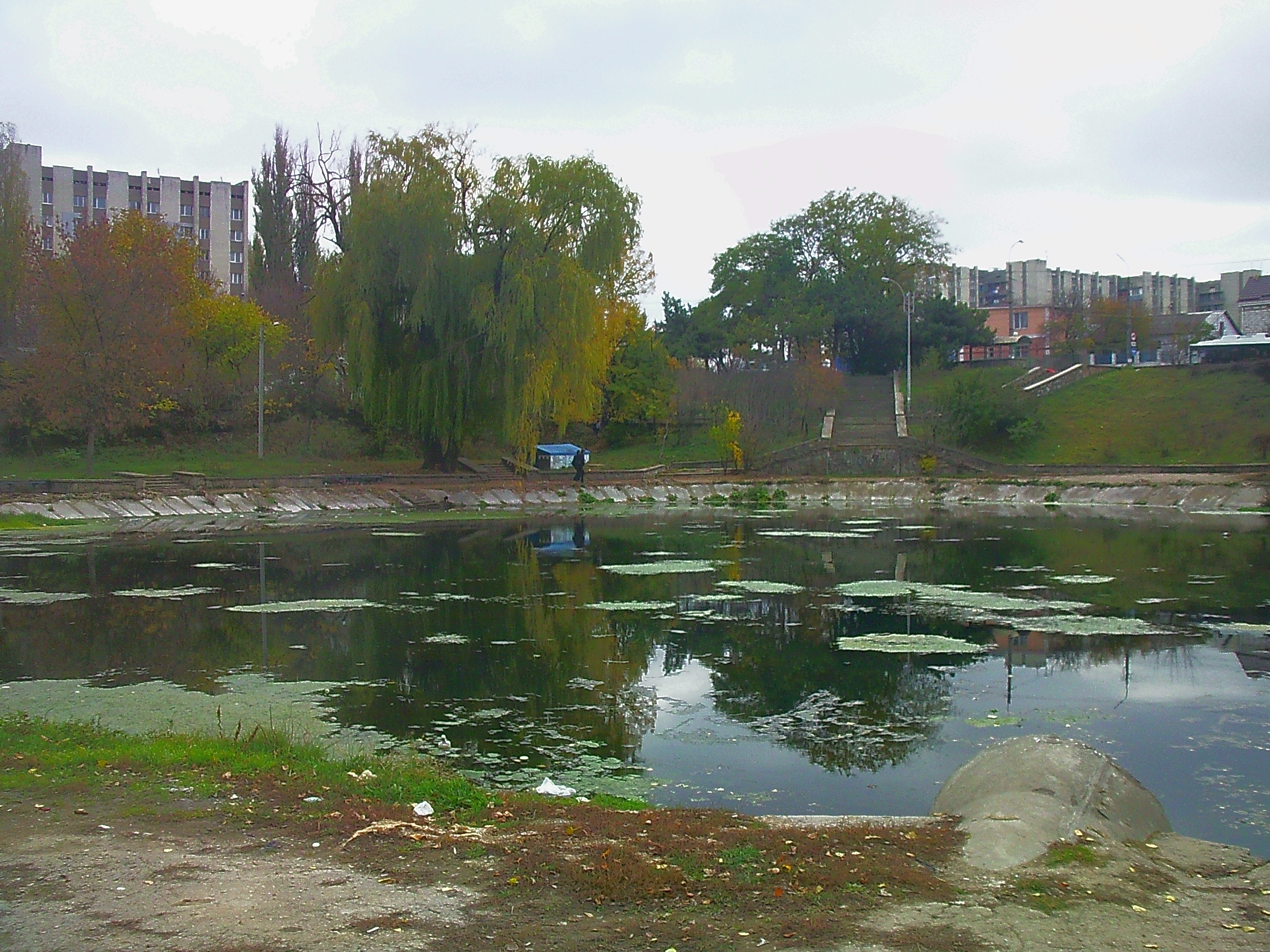
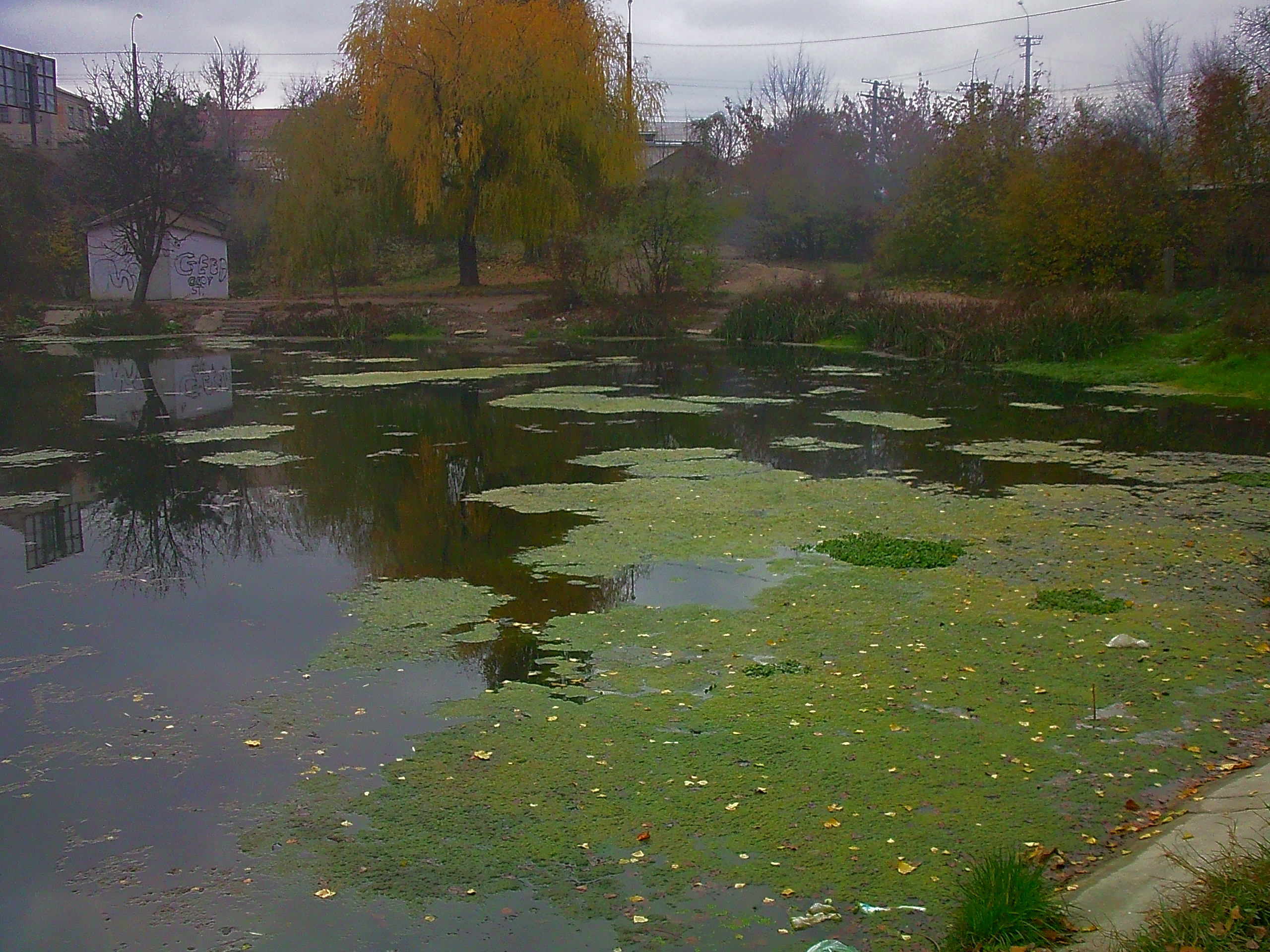